# Безодня (село)
Безодня (укр. Безодня) — село в Радивиловской городской общине Дубенского района Ровненской области Украины.
До 2020 года входило в Радивиловский район.
Население по переписи 2001 года составляло 118 человек. Почтовый индекс — 35540. Телефонный код — 3633. Код КОАТУУ — 5625887802.